# Yūji Naka
Yūji Naka (中 裕司?, Naka Yūji; Osaka, 17 settembre 1965) è un autore di videogiochi giapponese.
Programmatore di Sonic the Hedgehog, ha ricoperto il ruolo di produttore per numerosi giochi SEGA tra cui Nights into Dreams..., Burning Rangers, Sonic Adventure e Phantasy Star Online.

## Biografia
Terminati gli studi scolastici nel 1983 Naka si è spostato a Tokyo per cercare di farsi assumere da Namco, ma invano. Ha invece trovato lavoro presso SEGA, dove negli anni contribuirà allo sviluppo di alcuni celebri videogiochi come Out Run e Phantasy Star e alla conversione di Ghouls 'n Ghosts per Sega Mega Drive.
Il suo primo progetto è stato Girl's Garden per SG-1000, ma la popolarità l'ha raggiunta con Sonic the Hedgehog, primo titolo in cui compare Sonic the Hedgehog, mascotte della SEGA creata in collaborazione con Naoto Ōshima e Hirokazu Yasuhara.
Nel 2006 ha lasciato SEGA per fondare Prope. Nel gennaio 2018 è entrato a far parte di Square Enix.
In occasione del suo 54º compleanno ha annunciato su Twitter che stava lavorando a un videogioco d'azione. In occasione della presentazione dell'Xbox Games Showcase, è stato svelato Balan Wonderworld.